# 신바름
신바름은 대한민국의 배우이다.

## 연기 활동

### 드라마
- 2015년 KBS2 팩츄얼 로맨스 드라마 《결혼이야기》
- 2015년 MBC 아침드라마 《이브의 사랑》 ... 김 주임 역

### 영화
- 2014년 《바람의 노래》